# Аалтонен, Арво
Арво Оссиан Аалтонен (фин. Arvo Ossian Aaltonen; 2 декабря 1892, Бьёрнеборг, Або-Бьёрнеборгская губерния — 17 июня 1949, Пори, Турку-Пори) — финский пловец, призёр Олимпийских игр.
В 1912 году в составе финской сборной принял участие в Олимпийских играх в Стокгольме, но ни на дистанции 200 м брассом, ни на дистанции 400 м брассом не смог завоевать медалей.
После обретения Финляндией независимости в 1920 году принял участие в Олимпийских играх в Антверпене, где стал обладателем двух бронзовых медалей. В 1924 году выступил на Олимпийских играх в Париже на дистанции 200 м брассом, но не завоевал медалей.